# 雲門文偃
雲門文偃（うんもん ぶんえん）は、中国の唐末から五代の禅僧。諡は大慈雲匡聖宏明大師。俗姓は張。蘇州嘉興県（浙江省嘉興市南湖区）の出身。五家七宗の一つ、雲門宗の開祖。

## 生涯
若くして出家することを望み、嘉興の空王寺の志澄律師について弟子となり、17歳で出家した。20歳のとき常州の戒壇で具足戒を受け、再び志澄律師のもとで四分律などを学んだ。
黄檗希運禅師の法嗣である睦州（浙江省杭州市建徳市）の道蹤禅師に謁したが、三度門を閉じられ足を挫いて大悟した。
それからさらに雪峰寺で修行を積み、慧能門下の雪峰義存禅師の法嗣となった。雪峰寺では器を隠して大衆に混じり、修行したという。雪峰山を辞した後、さらに諸方を遊歴して様々な禅者と交わり、乾化元年（911年）には曹渓（広東省韶関市曲江区）の宝林寺（現在の南華寺）に思慕する六祖慧能禅師の塔を拝した。その後、韶州の霊樹如敏禅師の道場の霊樹寺（広東省韶関市曲江区）に赴き、そこで、首座として聖胎長養の時節を過ごすことになる。この霊樹はこの道場に住すること20年の間、修行僧達の懇願にも拘らず、首座を置かず、「わが首座は牧牛となって遊方中である」などと予言し、雲門が到るに及んで、ようやく首座職を命じたと言われる。そうして、貞明4年（918年）の遷化に際して、雲門が霊樹の後住になることを遺言し、その結果、雲門はその法席を嗣ぐことになる。時に雲門はすでに54歳になっていた。
更にその5年後の同光元年（923年）にようやく韶州の雲門山（広東省韶関市乳源県）を開いてその開山となり、光泰院（別名雲門寺）を建立した。この山には常時1000人の修行者が雲集し、南漢の劉龑より匡真（きょうしん）大師の名を賜った。南漢の強権政治の厳しい治世下で、現実と仏法の狭間にありながら、弟子を教育して、きわめて簡潔な日常語で、ずばり禅旨を述べた。『伝灯録』には文偃の法嗣として61人もの名前が載っている。後にその門派は大いに栄えて、「雲門宗」を形成するに至った。
乾和7年4月10日（949年5月10日）の深夜、雲門禅師は示寂し、25日に葬送が行われた。雲門山に住すること30余年、86歳であった。遺誡により塔を建てず、遺体は方丈に安置され、没後17年に奇瑞が現れたため、乾徳4年（966年）北宋の太祖に「大慈雲匡聖宏明大師」と追諡された。語録に『雲門広録』三巻がある。

## 語録
禅の語録には雲門禅師の言葉が公案として多く取りあげられており、公案の題材を提供したことでは趙州和尚とともに群を抜いている。公案集『碧巌録』などに多くその言動を収録しており、今でも身近なところにその言葉が残る。その禅語には花薬欄、金毛獅子、乾屎橛などがあるが、雲門禅師の言葉の中で最もよく知られているのは「日日是好日（にちにちこれこうにち。ひびこれこうじつ）」である。
「ある時、雲門禅師が修行者たちに言った。十五日以前は、汝に問わず。十五日以後、一句を言いもち来たれ。自ら代わって言わく。日日これ好日」
十五日以前と以後の意味に関してはいくつかの説がある。しかしここで問題なのは「一句を言いもち来たれ」の方である。ところが彼の気に入る一句を持ってきた修行者がいなかったのか、雲門禅師が自ら一句を提示した。それが「日日これ好日」である。
日日これ好日。良いことも悪いことも、取り巻く現実を徹底して見据えた上で、ここに今、実際に生きて在ることの感謝を知る。そうすれば毎日が好日である。

## 伝記
- 『祖堂集』巻十一
- 『景徳伝灯録』巻十九
- 『禅林僧宝伝』巻二